# Comté de Saguache
Le comté de Saguache est un comté du Colorado. Son chef-lieu est la ville de Saguache.
Créé en 1866, le comté doit son nom au ruisseau Saguache, qui signifie « terre bleue » ou « eau à la terre bleue » dans la langue des Utes.
Outre Saguache, les municipalités du comté sont Bonanza, Center (en partie), Crestone et Moffat.

## Démographie
| 1870 | 1880  | 1890  | 1900  | 1910  | 1920  |
| ---- | ----- | ----- | ----- | ----- | ----- |
| 304  | 1 973 | 3 313 | 3 853 | 4 160 | 4 638 |

| 1930  | 1940  | 1950  | 1960  | 1970  | 1980  |
| ----- | ----- | ----- | ----- | ----- | ----- |
| 6 250 | 6 173 | 5 664 | 4 473 | 3 827 | 3 935 |

| 1990  | 2000  | 2010  | - | - | - |
| ----- | ----- | ----- | - | - | - |
| 4 619 | 5 917 | 6 108 | - | - | - |

## Galerie

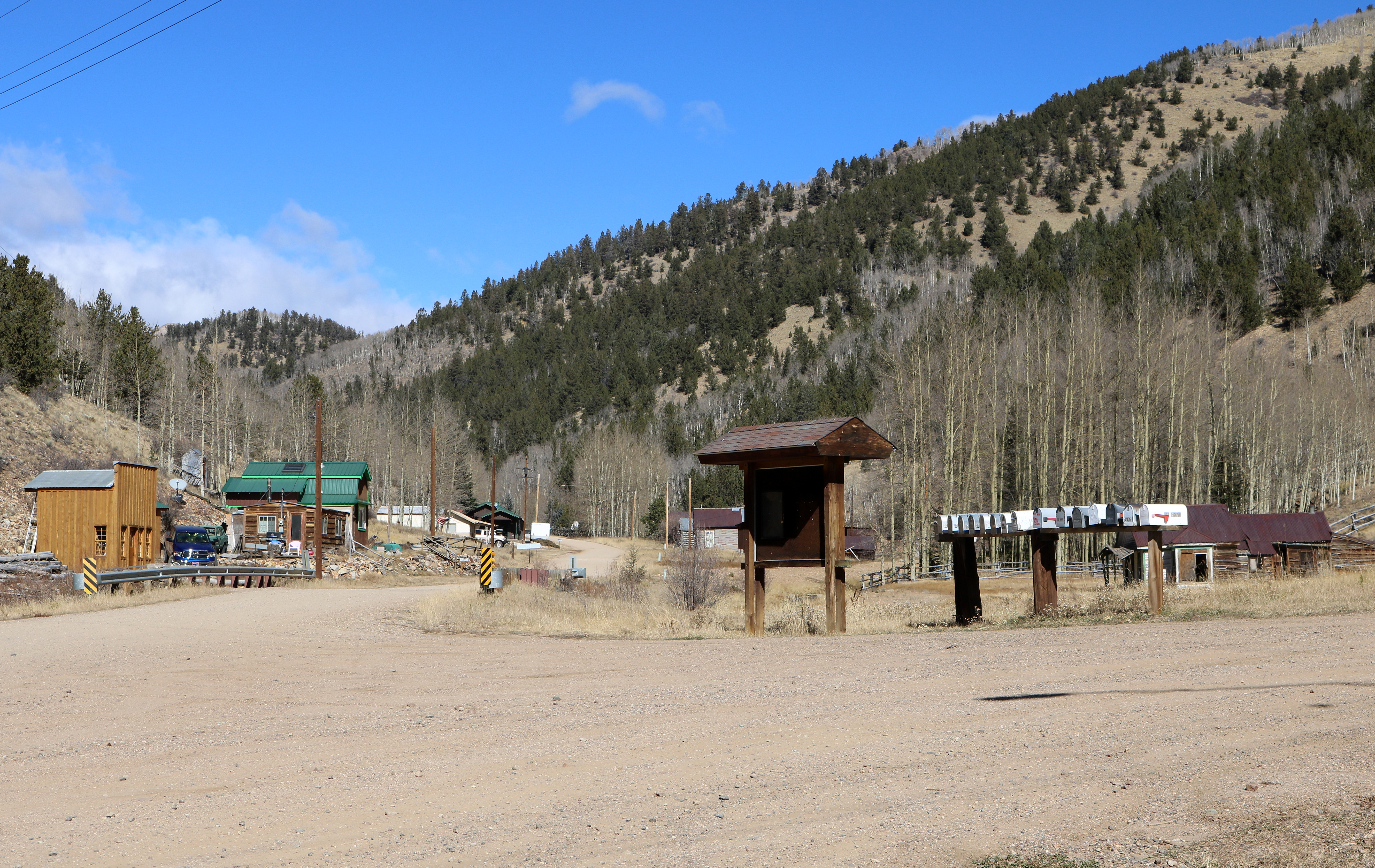
Bonanza
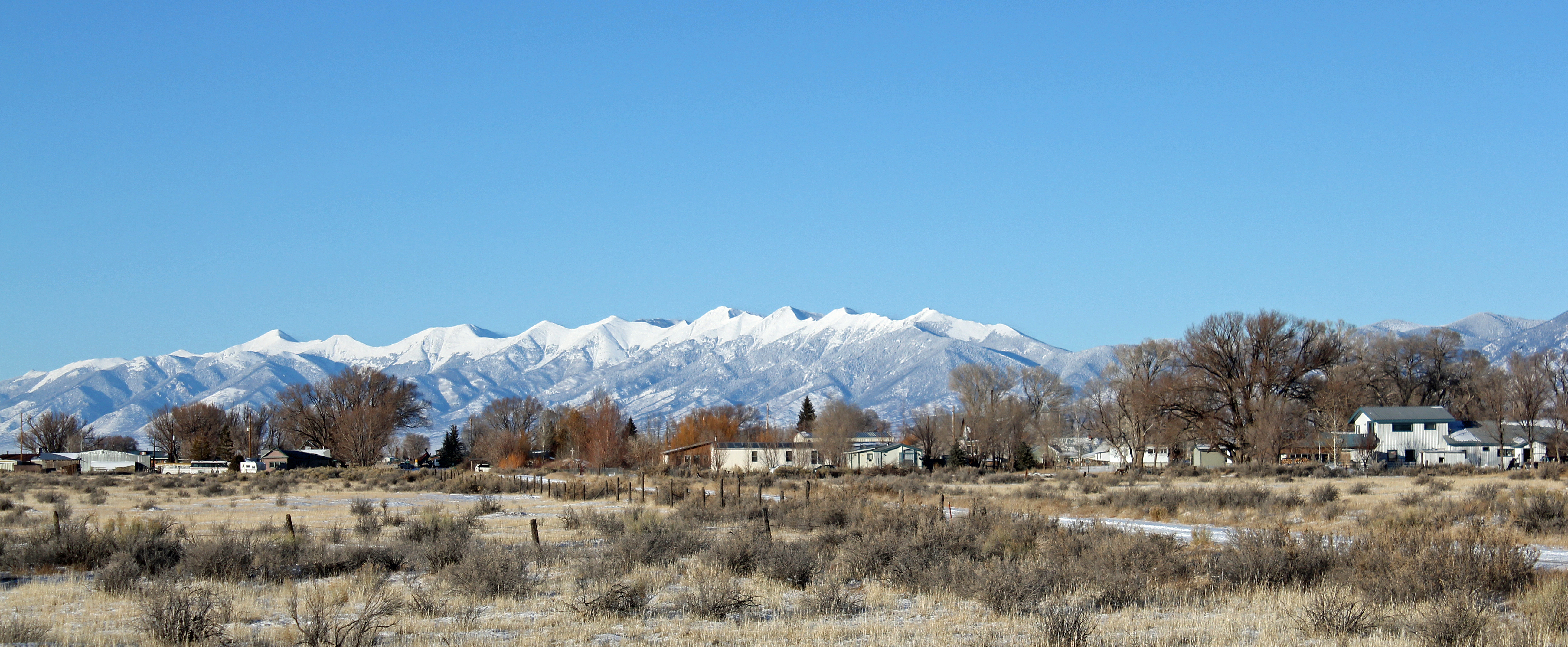
Moffat
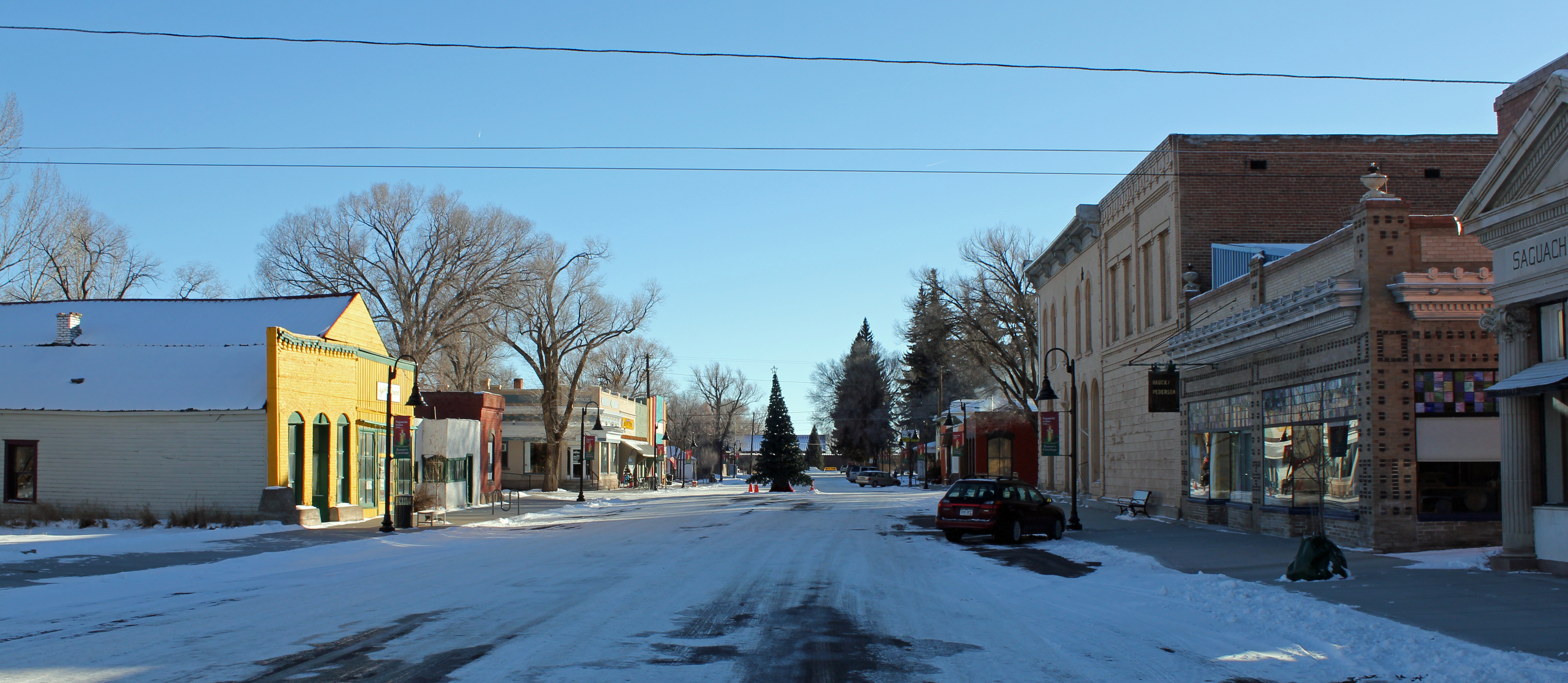
Saguache
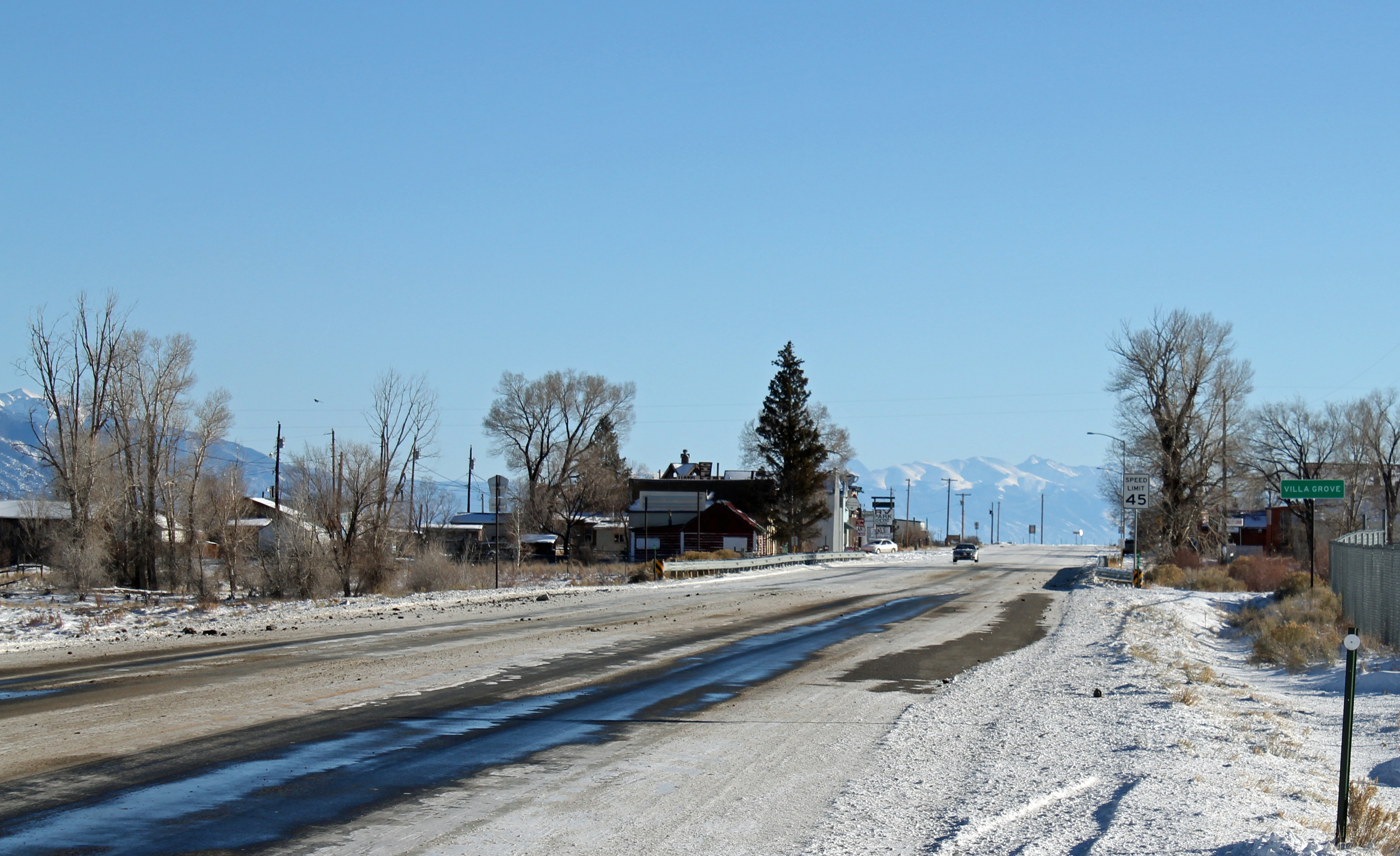
Villa Grove
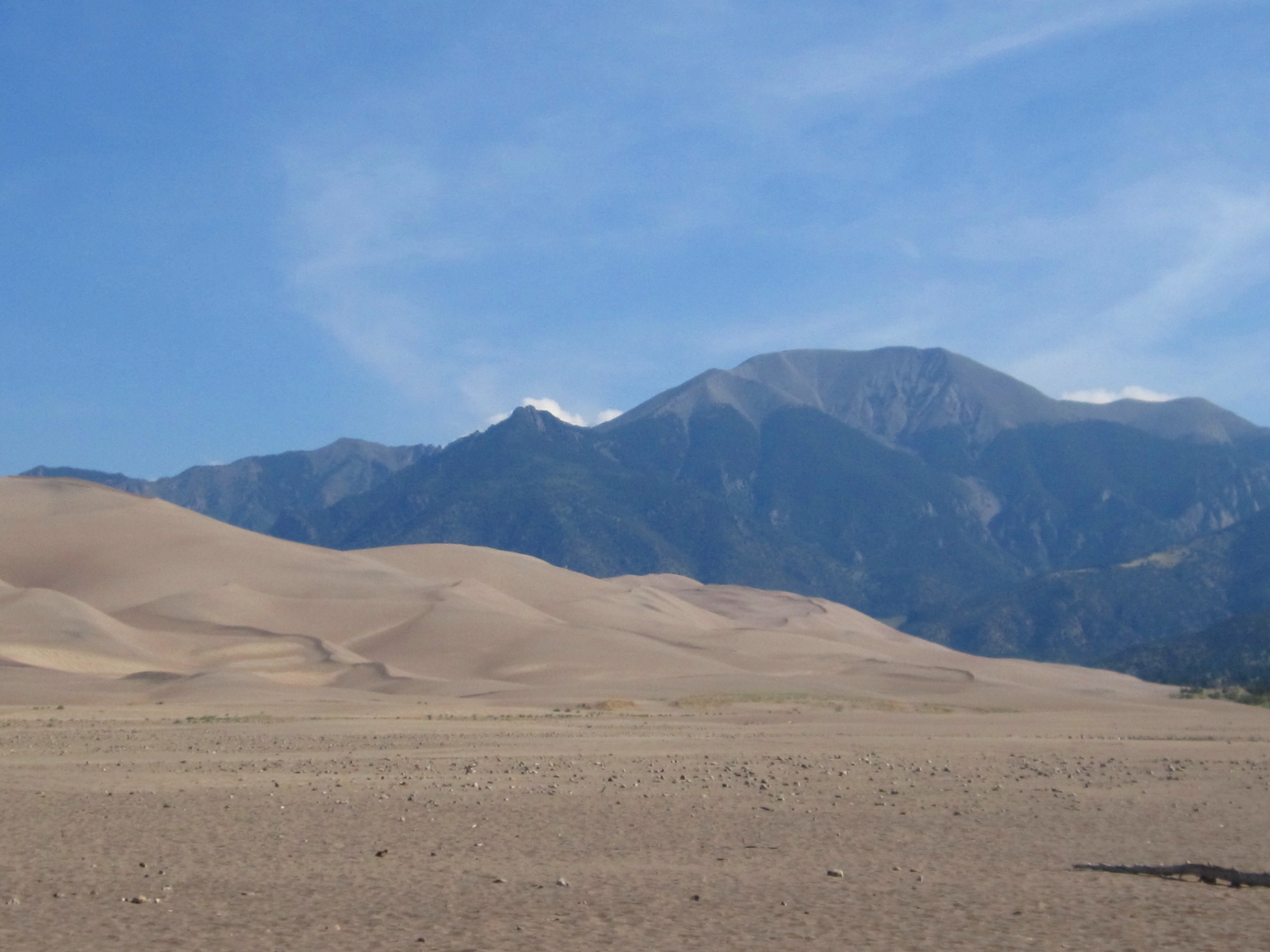
Le mont Herard, vu depuis les Great Sand Dunes.
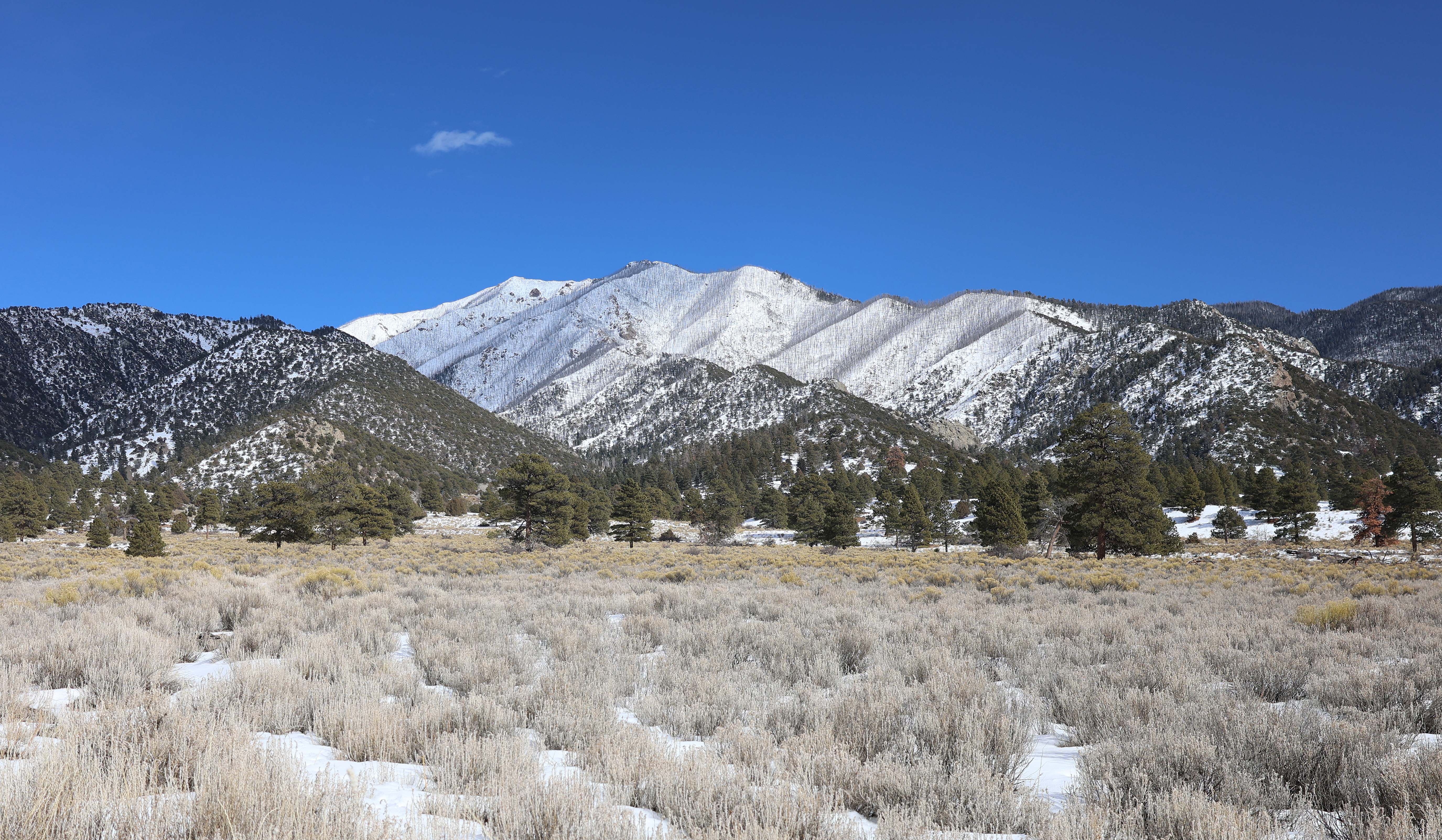
le Mont Zwischen